# James Athanasius Weisheipl
James Athanasius Weisheipl (Oshkosh (Wisconsin), 3 luglio 1923 – Saskatoon, 3 dicembre 1985) è stato un presbitero, filosofo e scrittore statunitense dell'Ordine dei Predicatori.
Weishepl pubblicò diversi volumi sulla filosofia scolastica medievale, inclusa una biografia completa di Tommaso d'Aquino.
Secondo Torrell, essendo un medievista di fama, docente a Toronto ed ex membro della Commissione Leonina, l'autore era nella posizione ideale per accedere a documenti di qualità sull'Aquinate. Weisheipl prestò particolare attenzione all'aspetto accademico della carriera di Tommaso, fornendo molti e interessanti elementi sulle università dell'epoca; corredò il suo libro con un prezioso Catalogo delle opere autentiche che raccoglieva in modo pratico ciò che si sapeva all'epoca riguardo alla loro data e al luogo di redazione

## Opere
- Frate Thomas D'Aquino: la sua vita, pensiero e opere. Oxford: Blackwell. 1975. ISBN 0-385-01299-3
- James Weisheipl, Tommaso d'Aquino. Vita, pensiero, opere, Jaca Book, Milano, 2003